# Étang Pinaud (ZNIEFF)
Pour les articles homonymes, voir Étang Pinaud.
Le site « Étang Pinaud » est une zone naturelle d'intérêt écologique, faunistique et floristique (ZNIEFF) française du département de la Creuse, en région Nouvelle-Aquitaine.

## Situation
Dans la moitié orientale du département de la Creuse, le site « Étang Pinaud », s'étend sur 66,46 hectares, sur le territoire de trois communes Pierrefitte, Saint-Chabrais et Saint-Julien-le-Châtel. Les trois quarts de la ZNIEFF se situent sur Saint-Julien-le-Châtel (plan d’eau et ses rives nord-est et est, ainsi que la vallée en amont). Le reste se répartit entre Saint-Chabrais (douze hectares principalement sur les rives ouest et sud) et Pierrefitte (trois hectares et demi en rive nord-ouest).
La zone est située au sud du bourg de Pierrefitte, à l'est de celui de Saint-Chabrais et au nord-ouest du bourg de Saint-Julien-le-Châtel, à 400 mètres d'altitude, autour d’un plan d'eau, l'étang de Pinaud, en bordure sud de la route départementale (RD) 55. En amont, elle suit également sur près de 600 mètres la vallée du principal cours d’eau qui l'alimente, appelé soit le ruisseau de Rebeyrette, soit l'Étang Pinaud  ou le ruisseau de l'Étang Pinaud.

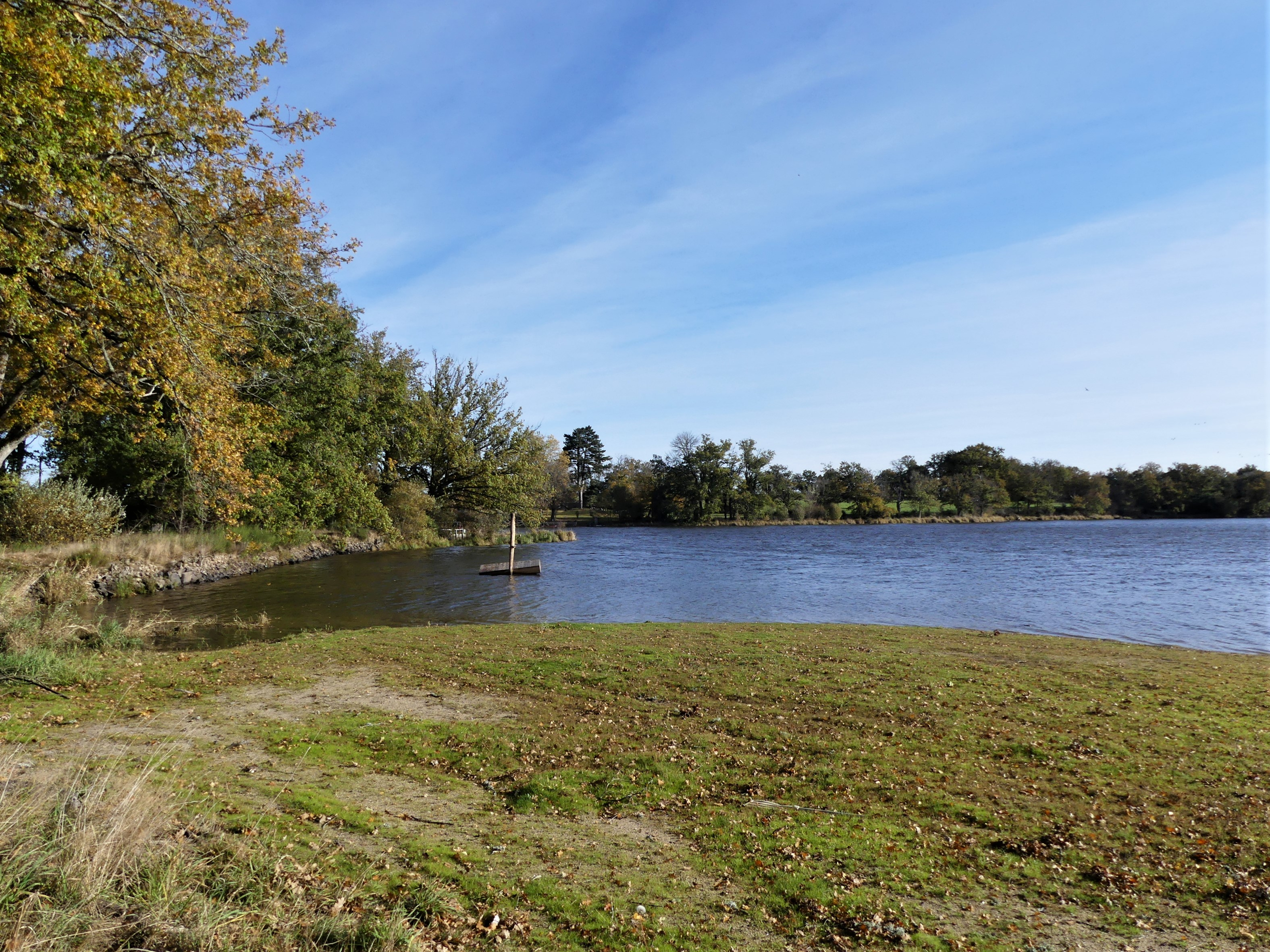
La rive nord de l'étang de Pinaud.
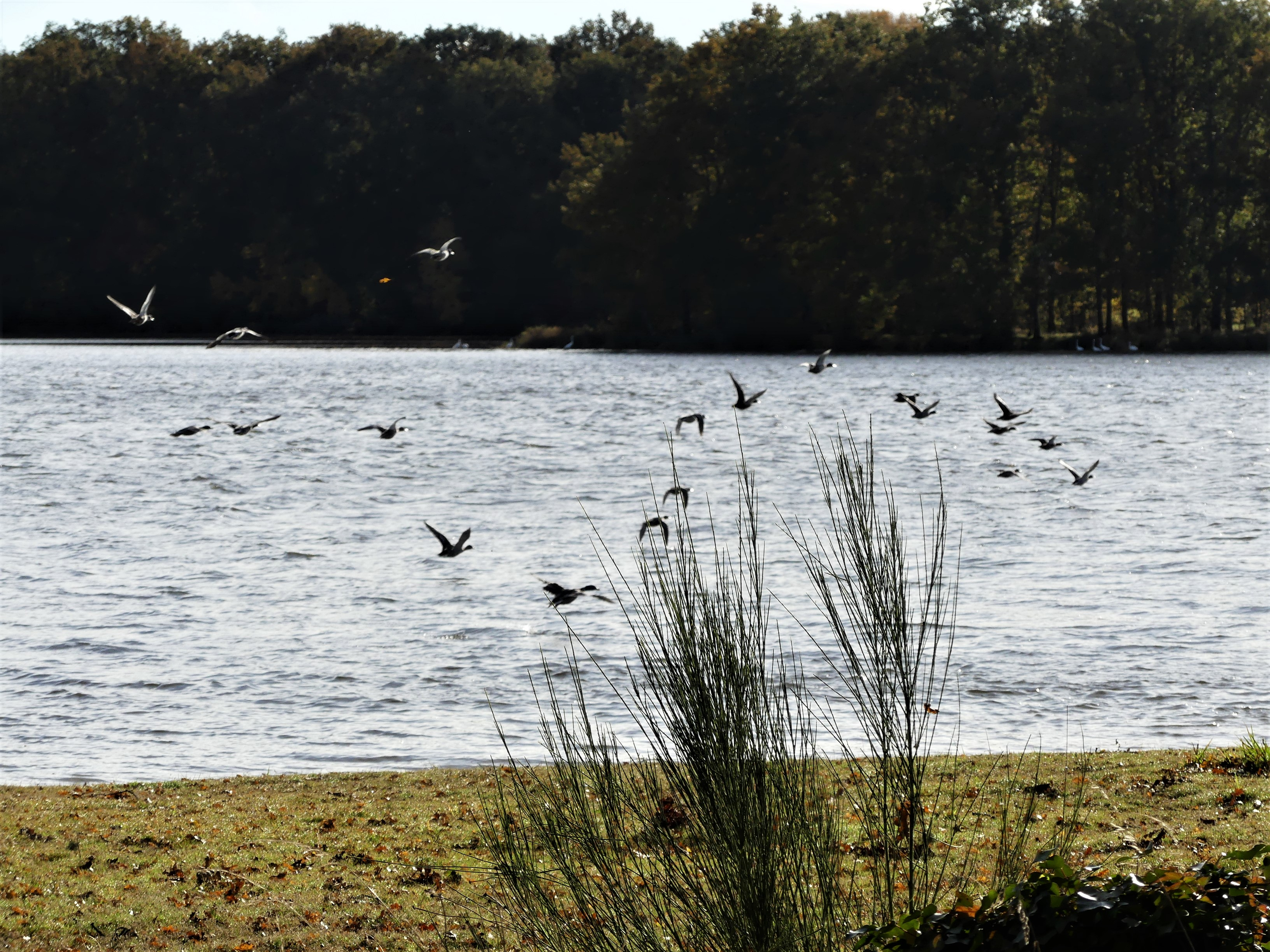
Vol de canards colverts sur l'étang de Pinaud.
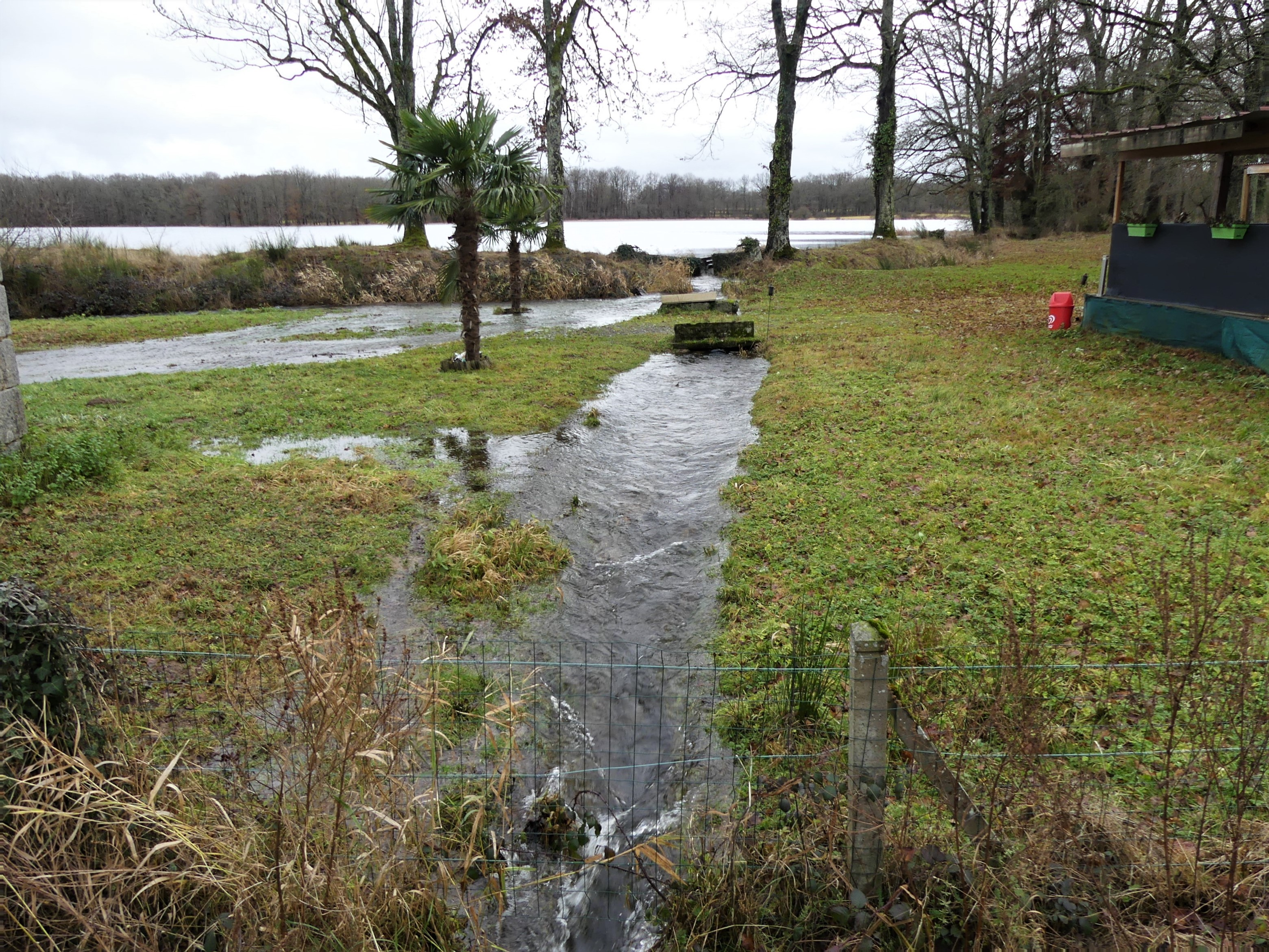
Le ruisseau de l'étang Pinaud entre l'étang et la RD 55.

## Description
Le site « Étang Pinaud » est une zone naturelle d'intérêt écologique, faunistique et floristique (ZNIEFF) — un espace naturel inventorié en raison de son caractère remarquable — de type 1, c'est-à-dire qu'elle est de superficie réduite, avec des espaces homogènes d’un point de vue écologique et qu'elle abrite au moins une espèce et/ou un habitat rares ou menacés, d'intérêt aussi bien local que régional, national ou communautaire.
Des recensements y ont été effectués aux niveaux faunistique et floristique, notamment entre 1992 et 2003.

## Habitats
Trois habitats déterminants sont présents sur le site :
- les bois marécageux d'Aulne, de Saule et de Myrte des marais ;
- les communautés amphibies ;
- les communautés à Reine des prés et communautés associées.

Un autre — non déterminant — en fait également partie : les pâtures mésophiles .
En périphérie de la ZNIEFF se trouvent des bocages.

## Faune

### Espèces animales déterminantes
Douze espèces déterminantes d'oiseaux ont été répertoriées sur cette ZNIEFF entre 1992 et 2003 : le Bruant des roseaux (Emberiza schoeniclus), le Bruant proyer (Emberiza calandra), le Canard souchet (Spatula clypeata), le Fuligule milouin (Aythya ferina), le Héron pourpré (Ardea purpurea), l'Hirondelle de rivage (Riparia riparia ), la Locustelle tachetée (Locustella naevia), l'Œdicnème criard (Burhinus oedicnemus), la Pie-grièche grise (Lanius excubitor), la Rousserolle effarvatte (Acrocephalus scirpaceus), la Sarcelle d'hiver (Anas crecca) et le Vanneau huppé (Vanellus vanellus).

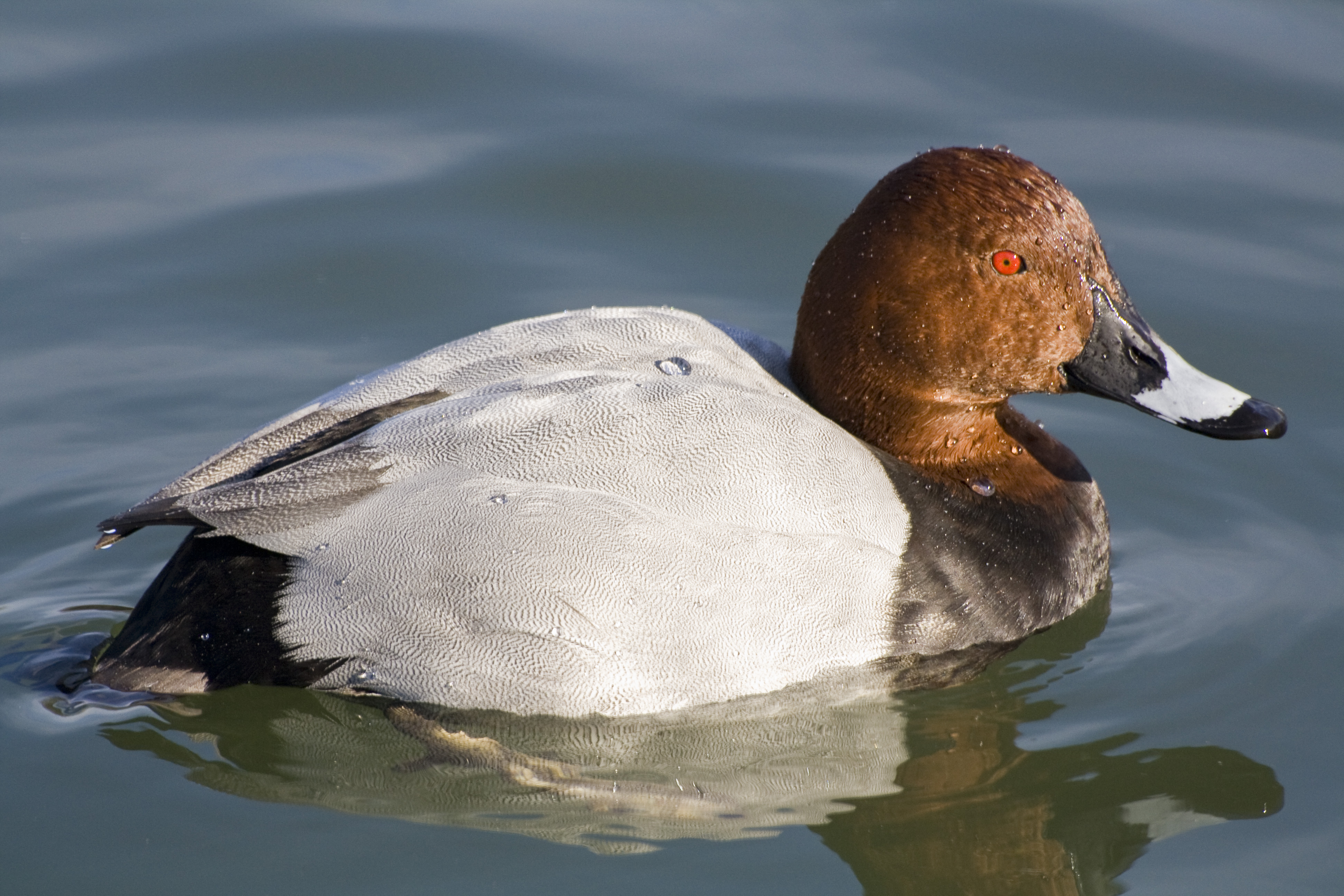
Fuligule milouin mâle.
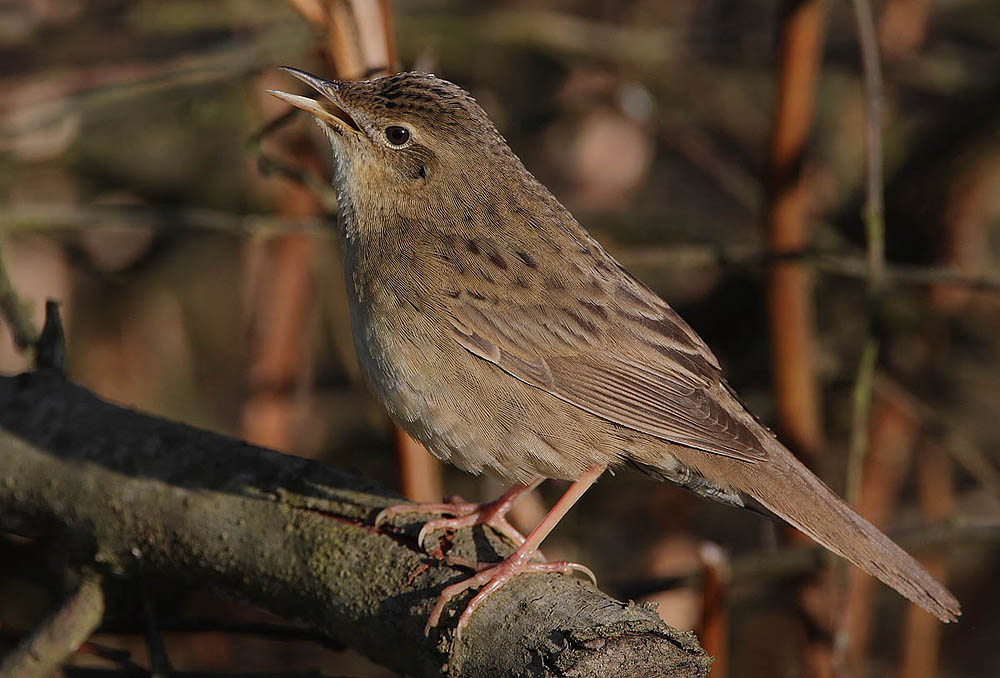
Locustelle tachetée.
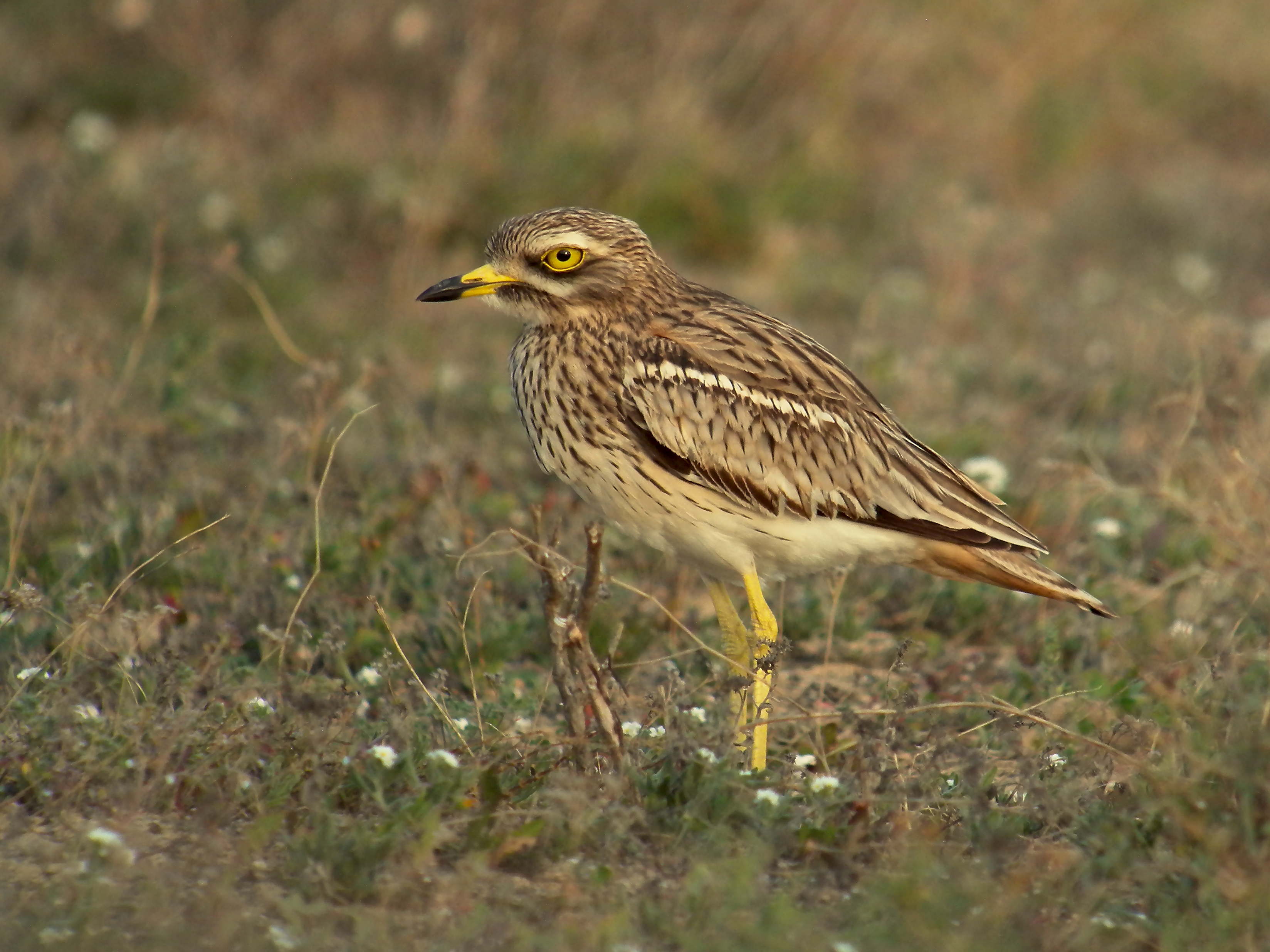
Œdicnème criard.
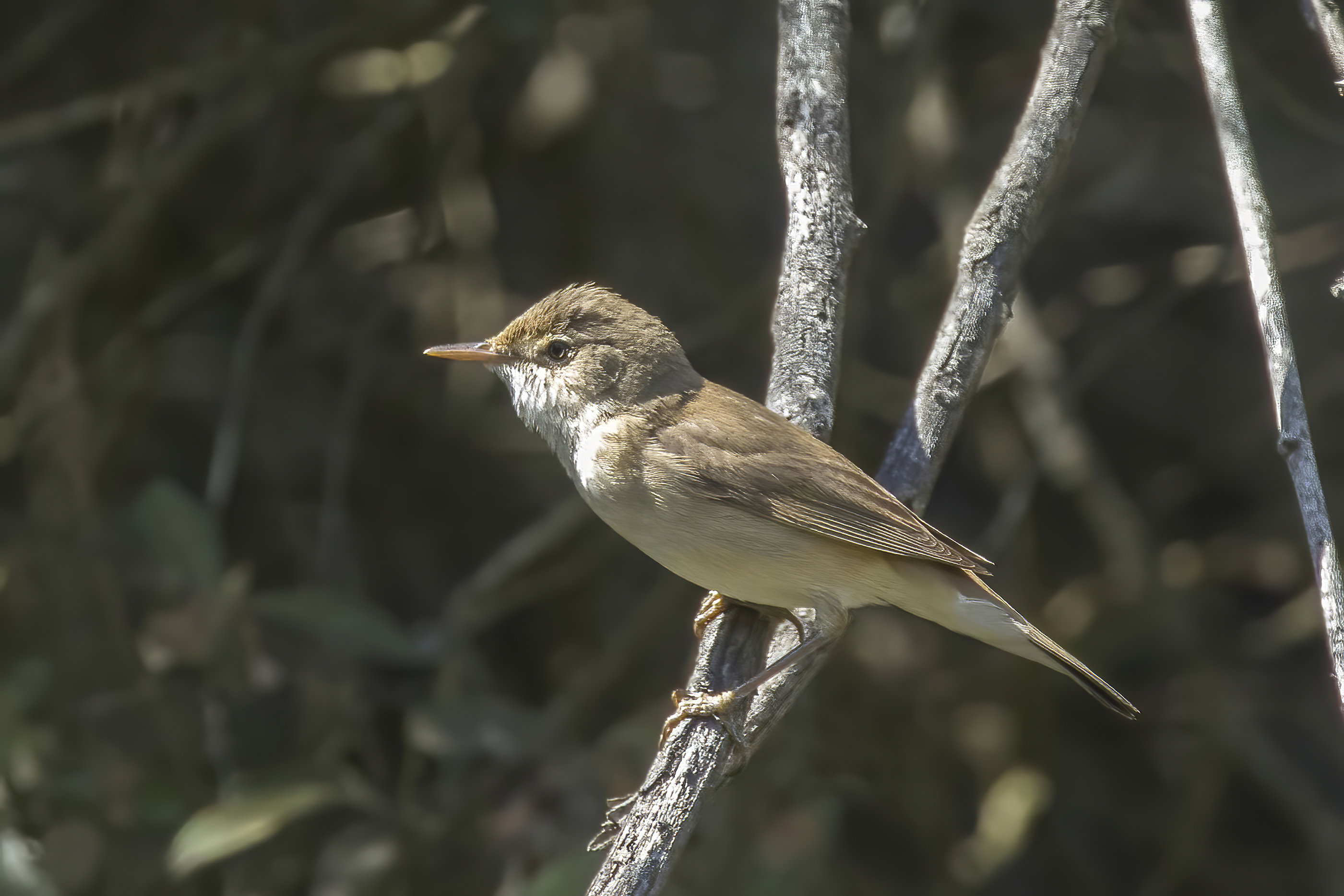
Rousserolle effarvatte.
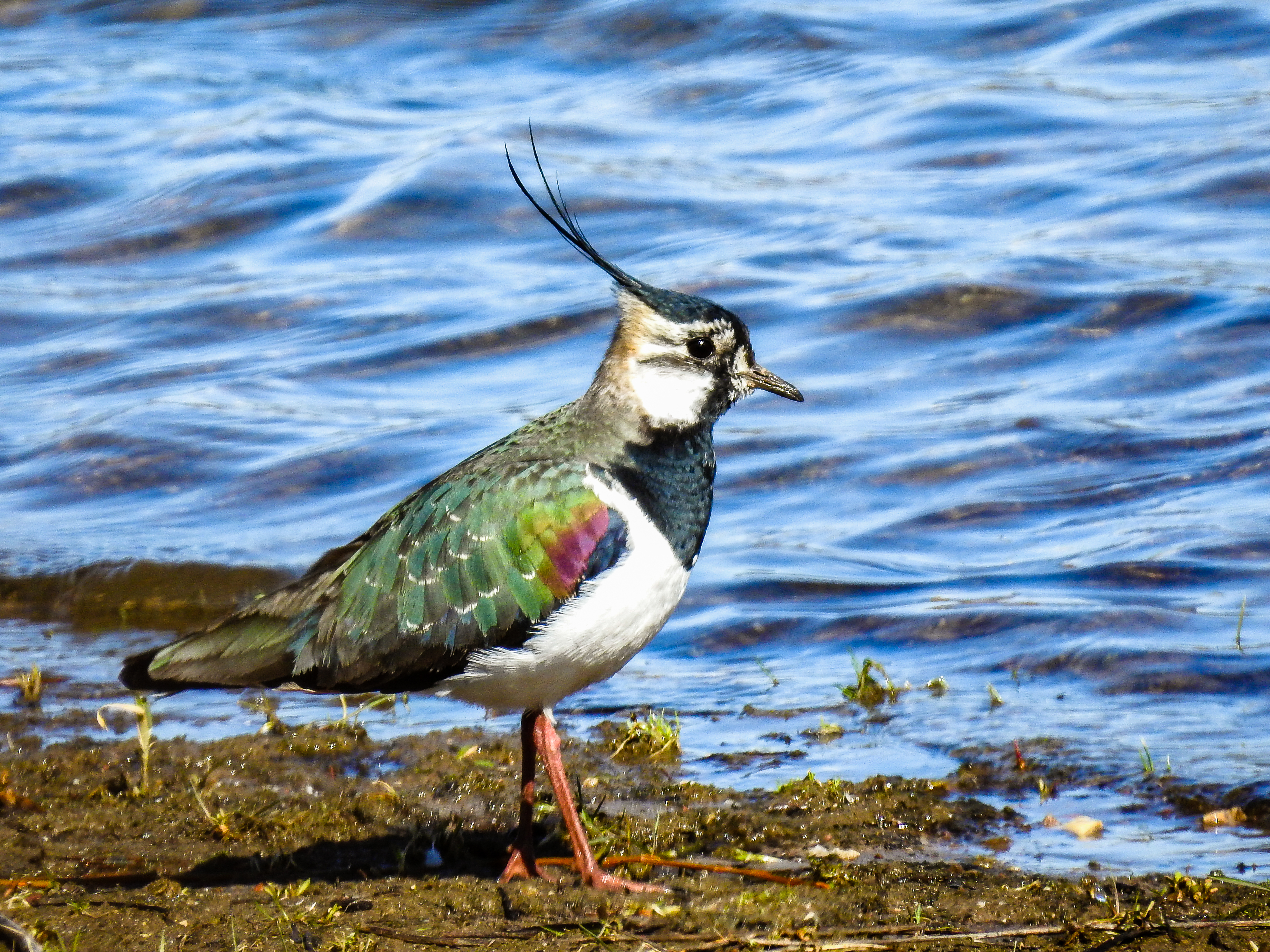
Vanneau huppé.

### Autres espèces animales
51 autres espèces animales y ont été recensées :
- une libellule : la Cordulie bronzée (Cordulia aenea) ;
- 50 oiseaux : l'Alouette lulu (Lullula arborea), le Balbuzard pêcheur (Pandion haliaetus), la Bécassine des marais (Gallinago gallinago), la Bergeronnette des ruisseaux (Motacilla cinerea), la Bergeronnette grise (Motacilla alba), la Bondrée apivore (Pernis apivorus), le Busard Saint-Martin (Circus cyaneus), la Buse variable (Buteo buteo), le Canard chipeau (Mareca strepera), le Canard colvert (Anas platyrhynchos), le Chevalier cul-blanc (Tringa ochropus), le Choucas des tours (Coloeus monedula), la Corneille noire (Corvus corone), le Coucou gris (Cuculus canorus), l'Étourneau sansonnet (Sturnus vulgaris), la Foulque macroule (Fulica atra), le Fuligule milouinan (Aythya marila), le Fuligule morillon (Aythya fuligula), la Gallinule poule d'eau (Gallinula chloropus), le Garrot à œil d'or (Bucephala clangula), le Geai des chênes (Garrulus glandarius), le Grand Cormoran (Phalacrocorax carbo), le Grèbe à cou noir (Podiceps nigricollis), le Grèbe castagneux (Tachybaptus ruficollis), le Grèbe huppé (Podiceps cristatus), le Grimpereau des jardins (Certhia brachydactyla), la Grive musicienne (Turdus philomelos), le Gros-bec casse-noyaux (Coccothraustes coccothraustes), le Héron cendré (Ardea cinerea), l'Hirondelle rustique (Hirundo rustica), le Martin-pêcheur d'Europe (Alcedo atthis), le Martinet à ventre blanc (Tachymarptis melba), le Martinet noir (Apus apus), le Merle noir (Turdus merula), la Mésange à longue queue (Aegithalos caudatus), la Mésange bleue (Cyanistes caeruleus), la Mésange charbonnière (Parus major), le Milan noir (Milvus migrans), le Milan royal (Milvus milvus), le Moineau domestique (Passer domesticus), la Mouette rieuse (Chroicocephalus ridibundus), l'Oie cendrée ('Anser anser), la Perdrix rouge (Alectoris rufa), la Pie bavarde (Pica pica), le Pigeon ramier (Columba palumbus), le Pinson des arbres (Fringilla coelebs), le Pipit farlouse (Anthus pratensis), le Pipit spioncelle (Anthus spinoletta), le Pouillot fitis (Phylloscopus trochilus) et le Pouillot véloce (Phylloscopus collybita).

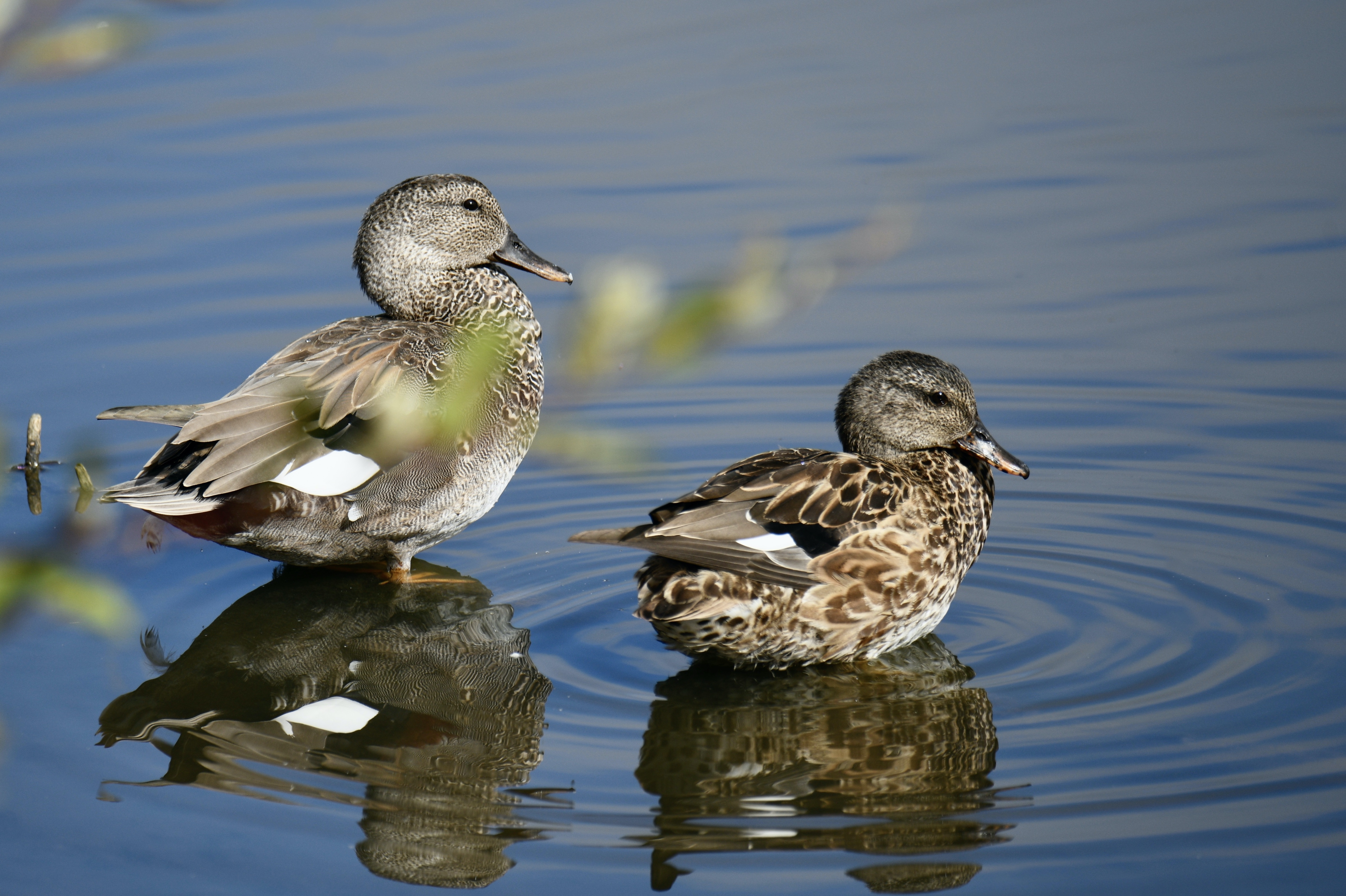
Couple de Canards chipeaux.
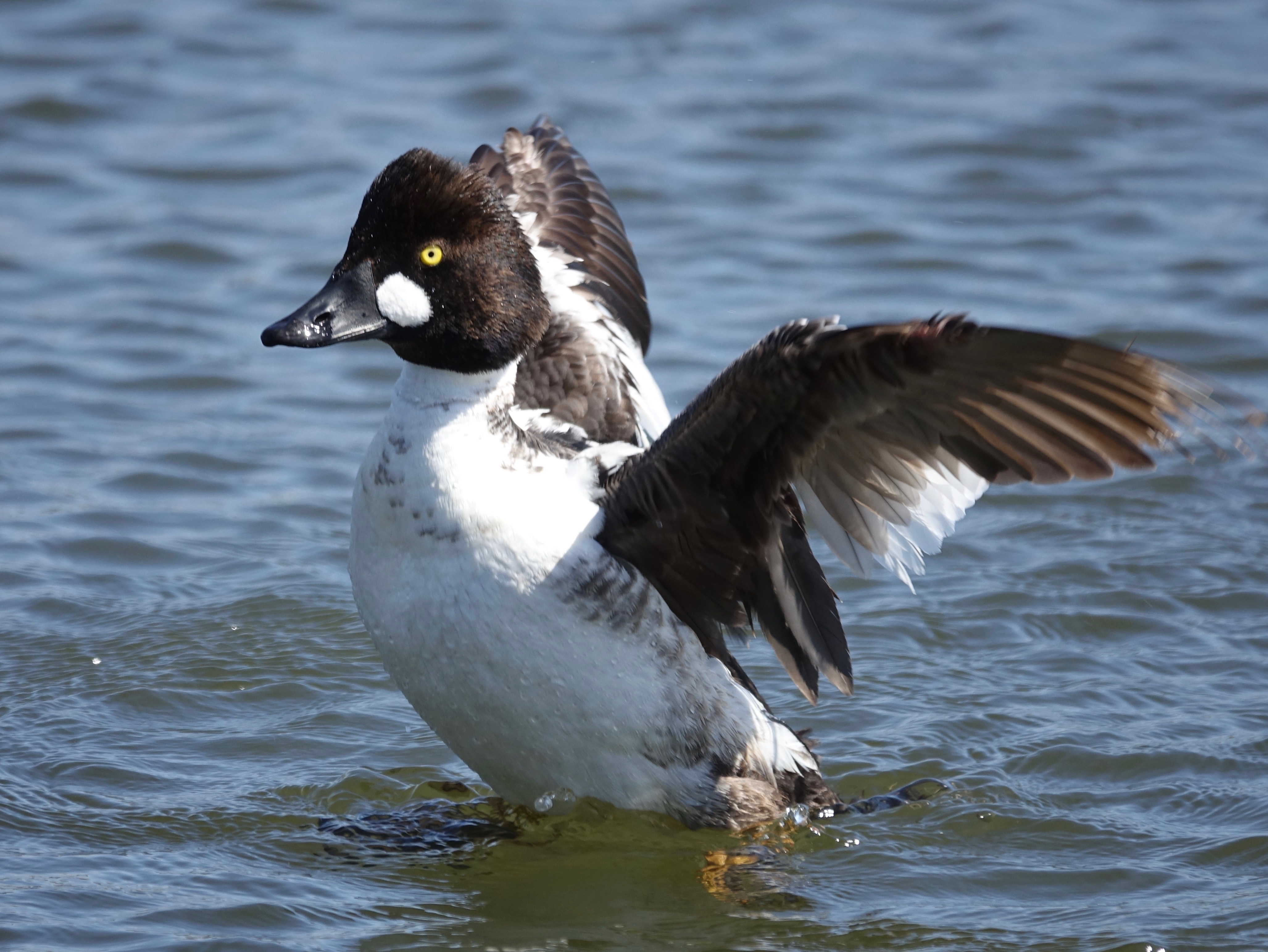
Garrot à œil d'or mâle.
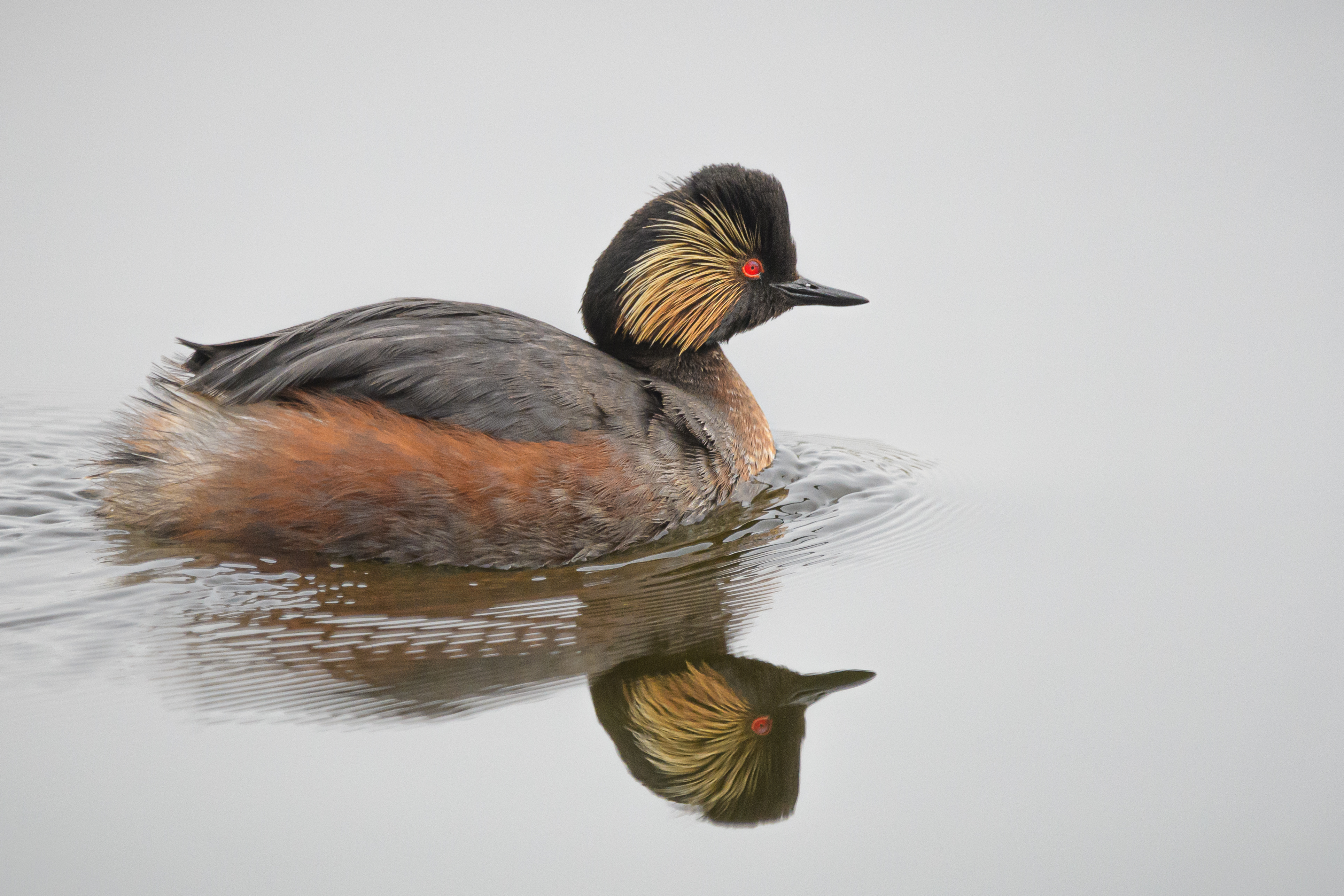
Grèbe à cou noir.
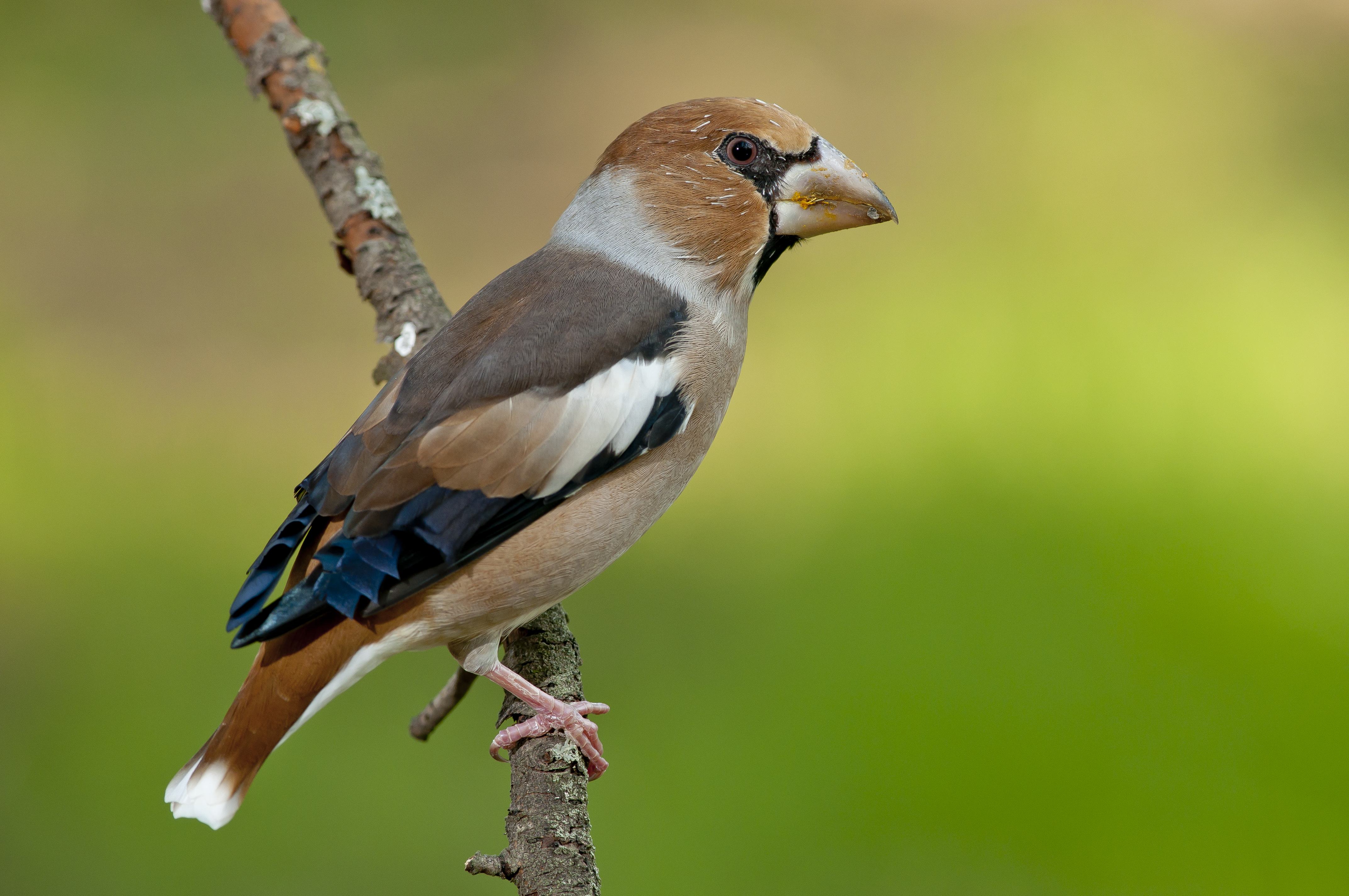
Gros-bec casse-noyaux.
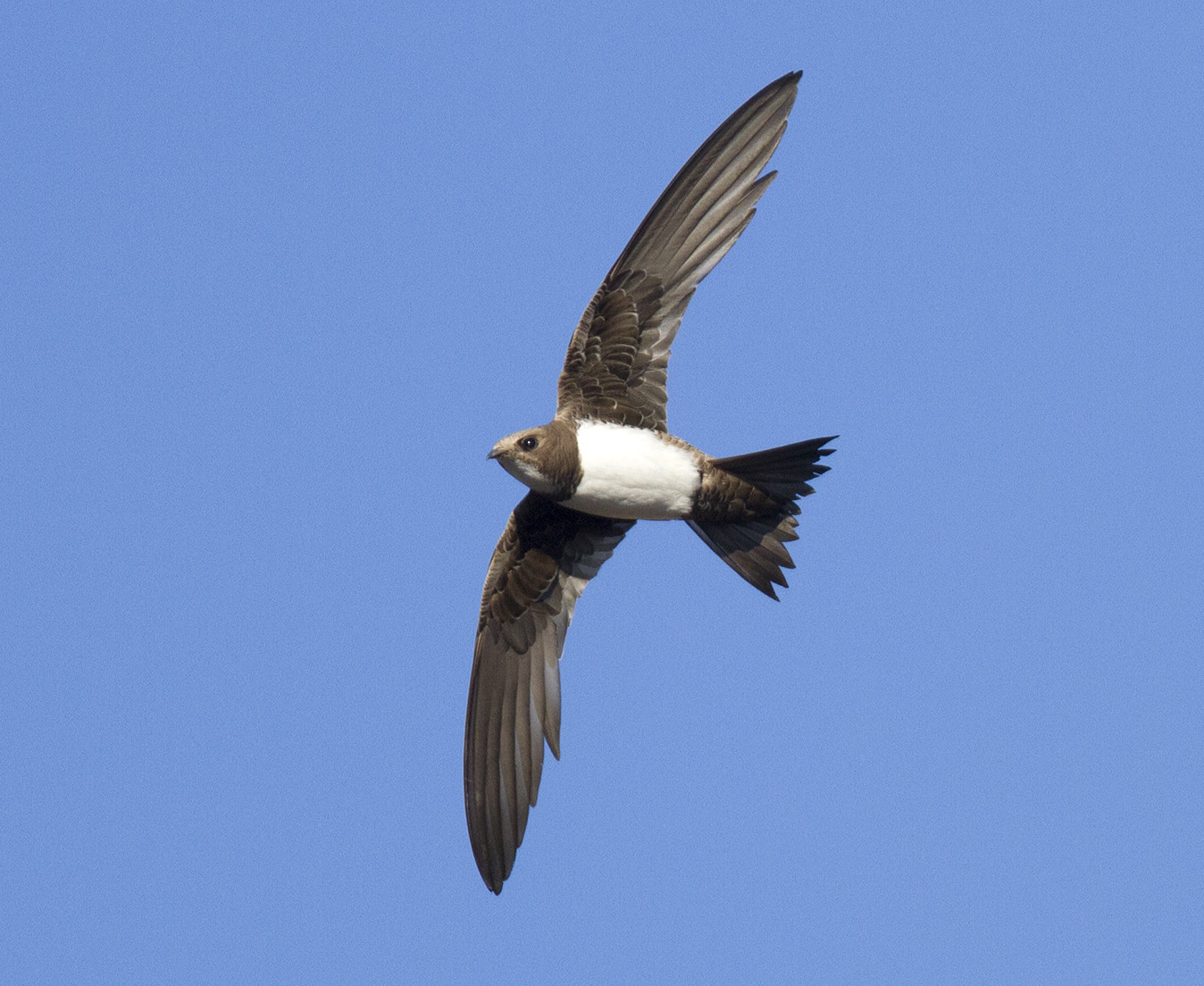
Martinet à ventre blanc.

### Protection de la faune
- Neuf espèces d'oiseaux de la ZNIEFF sont protégées au titre de la directive Oiseaux de l'Union européenne[1] : l'Alouette lulu, le Balbuzard pêcheur, la Bondrée apivore, le Busard Saint-Martin, le Héron pourpré, le Martin-pêcheur d'Europe, le Milan noir, le Milan royal et l’Œdicnème criard ; elles sont donc protégées sur l'ensemble du territoire français[6], de même que 28 autres espèces : la Bergeronnette des ruisseaux, la Bergeronnette grise, le Bruant des roseaux, la Buse variable, le Chevalier cul-blanc, le Choucas des tours, le Coucou gris, le Grand Cormoran, le Grèbe à cou noir, le Grèbe castagneux, le Grèbe huppé, le Grimpereau des jardins, le Gros-bec casse-noyaux, le Héron cendré, l'Hirondelle de rivage, l'Hirondelle rustique, la Locustelle tachetée, le Martinet noir, la Mésange à longue queue, la Mésange charbonnière, le Moineau domestique, la Pie-grièche grise, le Pinson des arbres, le Pipit farlouse, le Pipit spioncelle, le Pouillot fitis, le Pouillot véloce et la Rousserolle effarvatte.

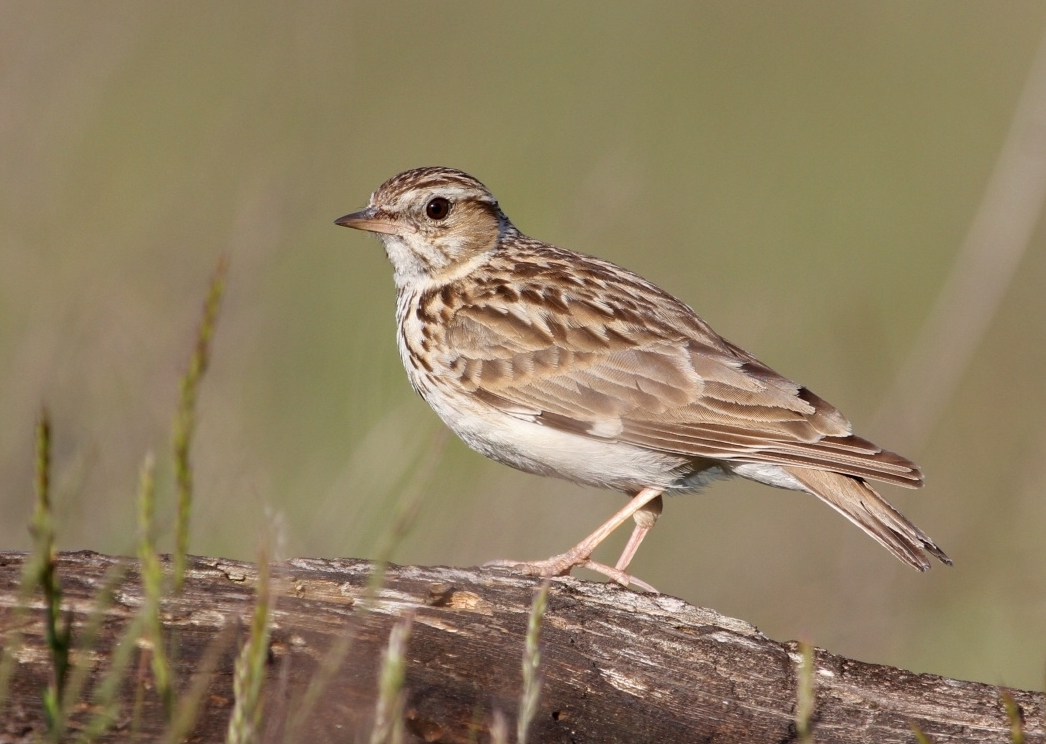
Alouette lulu.
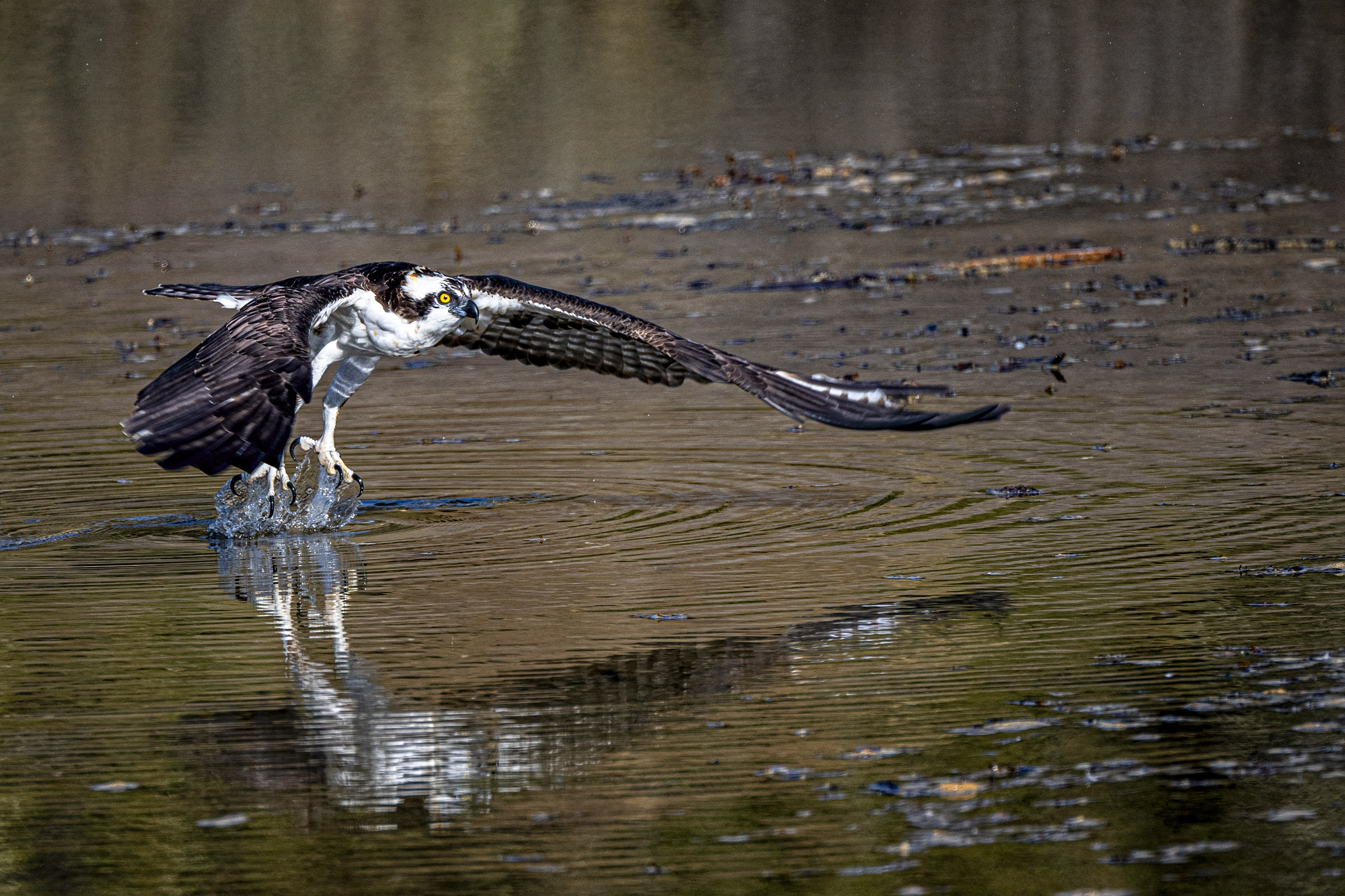
Balbuzard pêcheur.
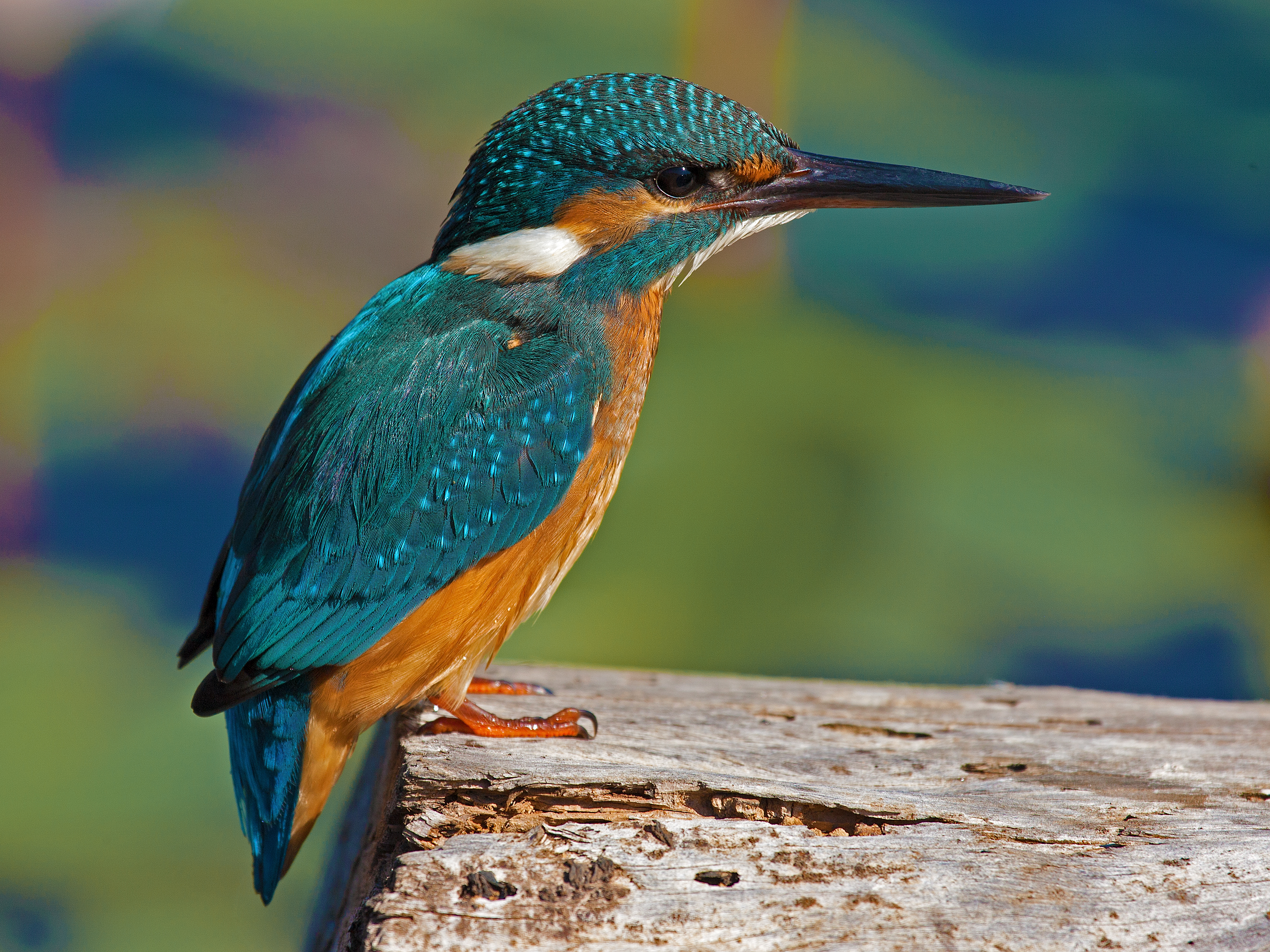
Martin-pêcheur d'Europe.
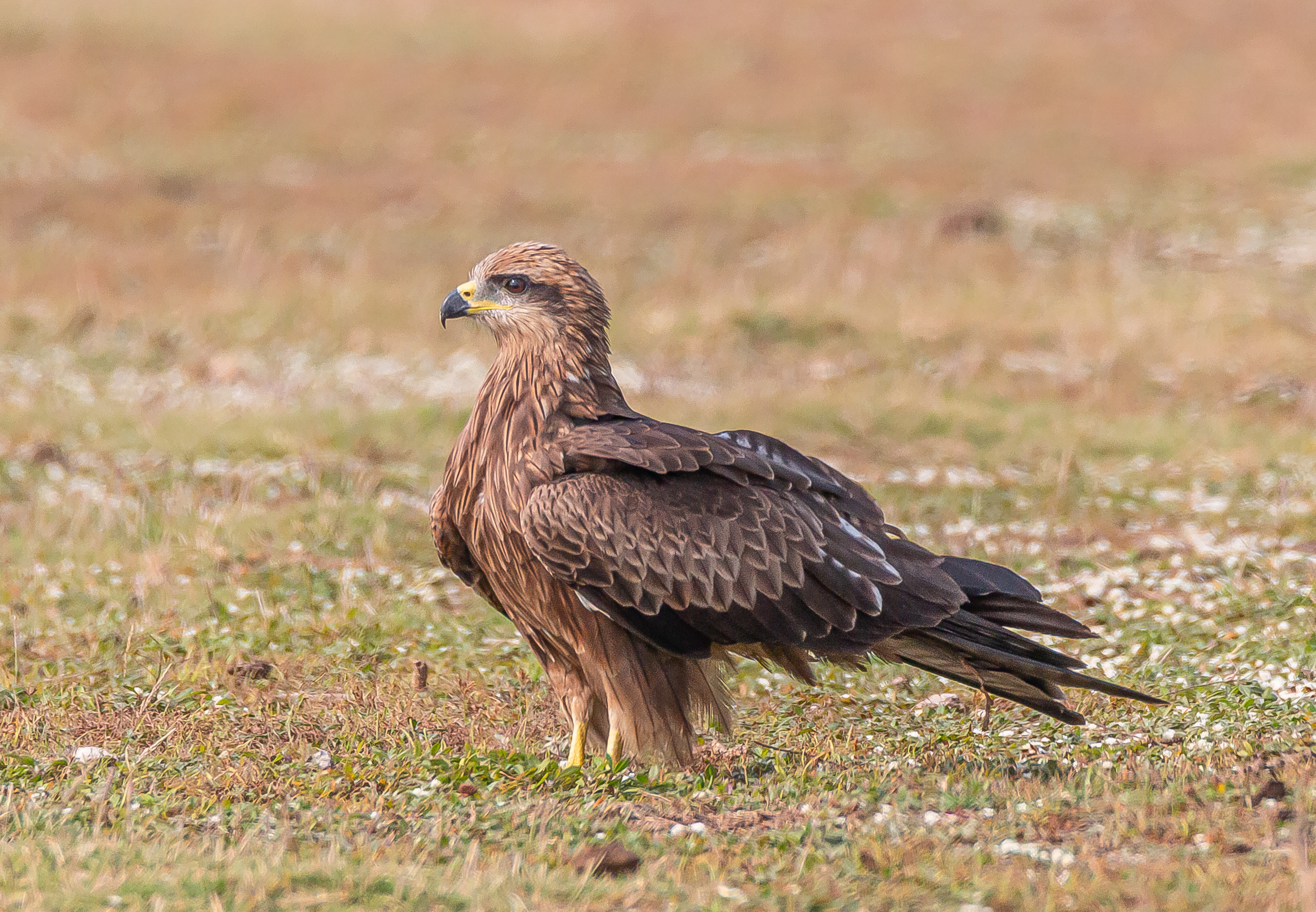
Milan noir.
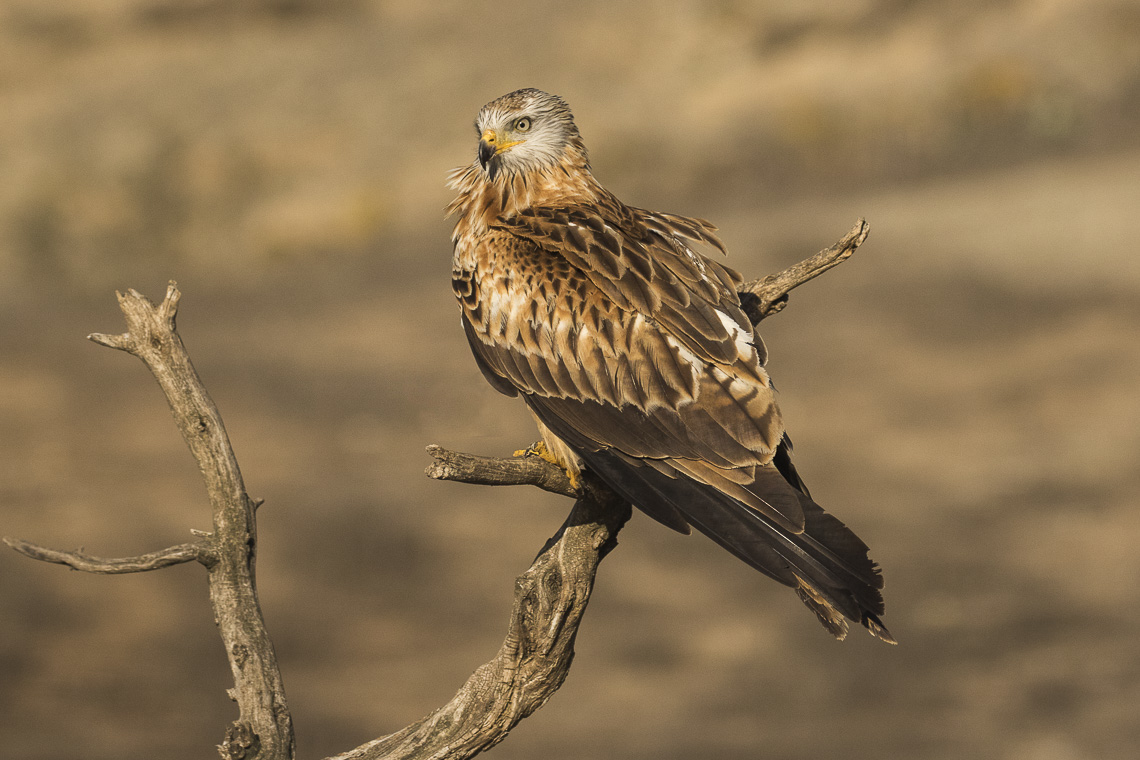
Milan royal.

## Flore
Une espèce déterminante de plantes phanérogames a été répertoriée dans la ZNIEFF en 1997, la Morène (Hydrocharis morsus-ranae).
Outre l'espèce déterminante mentionnée ci-dessus, deux espèces de ptéridophytes, la Fougère mâle (Dryopteris filix-mas) et la Prêle des eaux (Equisetum fluviatile) ainsi que 71 autres espèces de phanérogames ont été recensées dans la ZNIEFF : l'Achillée millefeuille (Achillea millefolium), l'Agrostide commune (Agrostis capillaris), l'Agrostide des chiens (Agrostis canina), l'Alliaire officinale (Alliaria petiolata), l'Aubépine monogyne (Crataegus monogyna), la Baldingère faux-roseau (Phalaris arundinacea), la Benoîte commune (Geum urbanum), la Berce commune (Heracleum sphondylium), la Brunelle commune (Prunella vulgaris), la Carotte sauvage (Daucus carota), la Centaurée jacée (Centaurea jacea), le Céraiste commun (Cerastium fontanum), le Chêne pédonculé (Quercus robur), le Cirse des champs (Cirsium arvense), le Cirse des marais (Cirsium palustre), le Cornouiller sanguin (Cornus sanguinea), le Dactyle pelotonné (Dactylis glomerata), l'Épilobe à tiges carrées (Epilobium tetragonum), l'Épilobe vert foncé (Epilobium obscurum), l'Érable champêtre (Acer campestre), l'Érable sycomore (Acer pseudoplatanus), le Frêne élevé (Fraxinus excelsior), le Fromental (Arrhenatherum elatius), le Gaillet croisette (Cruciata laevipes), le Gaillet gratteron (Galium aparine), le Géranium Herbe à Robert (Geranium robertianum), la Gesse des prés (Lathyrus pratensis), le Grand Plantain (Plantago major), la Grande ortie (Urtica dioica), le Groseillier des Alpes (Ribes alpinum), la Houlque laineuse (Holcus lanatus), le Jonc aggloméré (Juncus conglomeratus), le Jonc diffus (Juncus effusus), le Jonc grêle (Juncus tenuis), le Laiteron rude (Sonchus asper), la Lampsane commune (Lapsana communis), la Linaire rampante (Linaria repens), le Lotier corniculé (Lotus corniculatus), le Lotier des marais (Lotus pedunculatus), le Lychnis fleur de coucou (Silene flos-cuculi), le Lycope d'Europe (Lycopus europaeus), la Marguerite commune (Leucanthemum vulgare), la Matricaire inodore (Matricaria perforata), la Menthe aquatique (Mentha aquatica), la Menthe des champs (Mentha arvensis), le Myosotis des marais (Myosotis scorpioides), l'Œillet arméria (Dianthus armeria), la Patience agglomérée (Rumex conglomeratus), le Pâturin commun (Poa trivialis), le Plantain d'eau commun (Alisma plantago-aquatica), le Plantain lancéolé (Plantago lanceolata), la Porcelle enracinée (Hypochaeris radicata), la Potentille tormentille (Potentilla erecta), le Prunellier (Prunus spinosa), la Reine-des-prés (Filipendula ulmaria), la Renoncule âcre (Ranunculus acris), la Renoncule rampante (Ranunculus repens), la Ronce commune (Rubus fruticosus), la Salicaire commune (Lythrum salicaria), la Sabline à trois nervures (Moehringia trinervia), le Saule roux (Salix atrocinerea), le Séneçon de Jacob (Jacobaea vulgaris), le Scirpe des bois (Scirpus sylvaticus), le Serpolet (Thymus serpyllum), le Torilis faux cerfeuil (Torilis japonica), le Trèfle blanc (Trifolium repens), le Trèfle des prés (Trifolium pratense), le Troène commun (Ligustrum vulgare), la Valériane officinale (Valeriana officinalis), la Verveine officinale (Verbena officinalis) et la Viorne obier (Viburnum opulus).

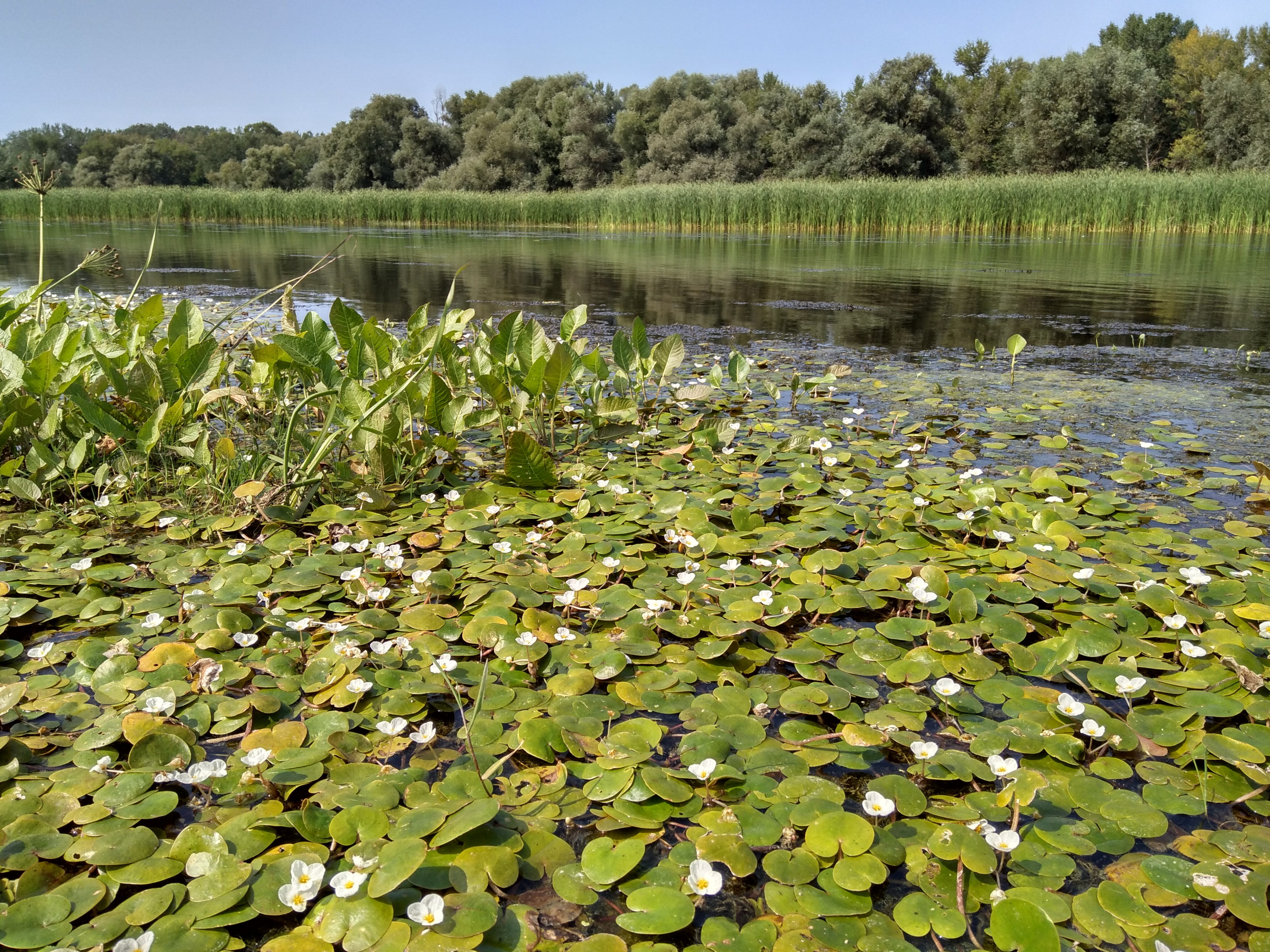
Morènes (au premier plan).
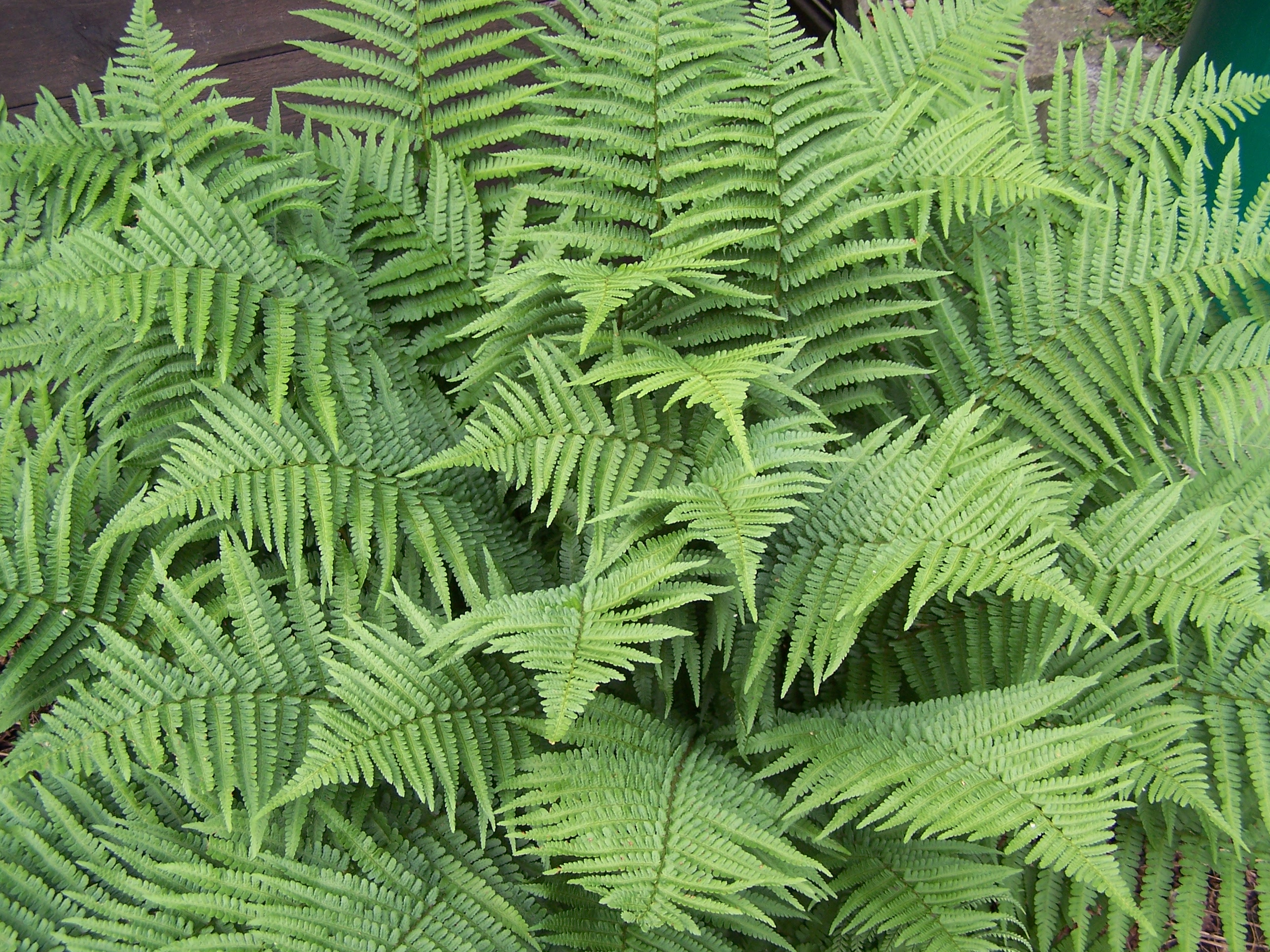
Fougères mâles.
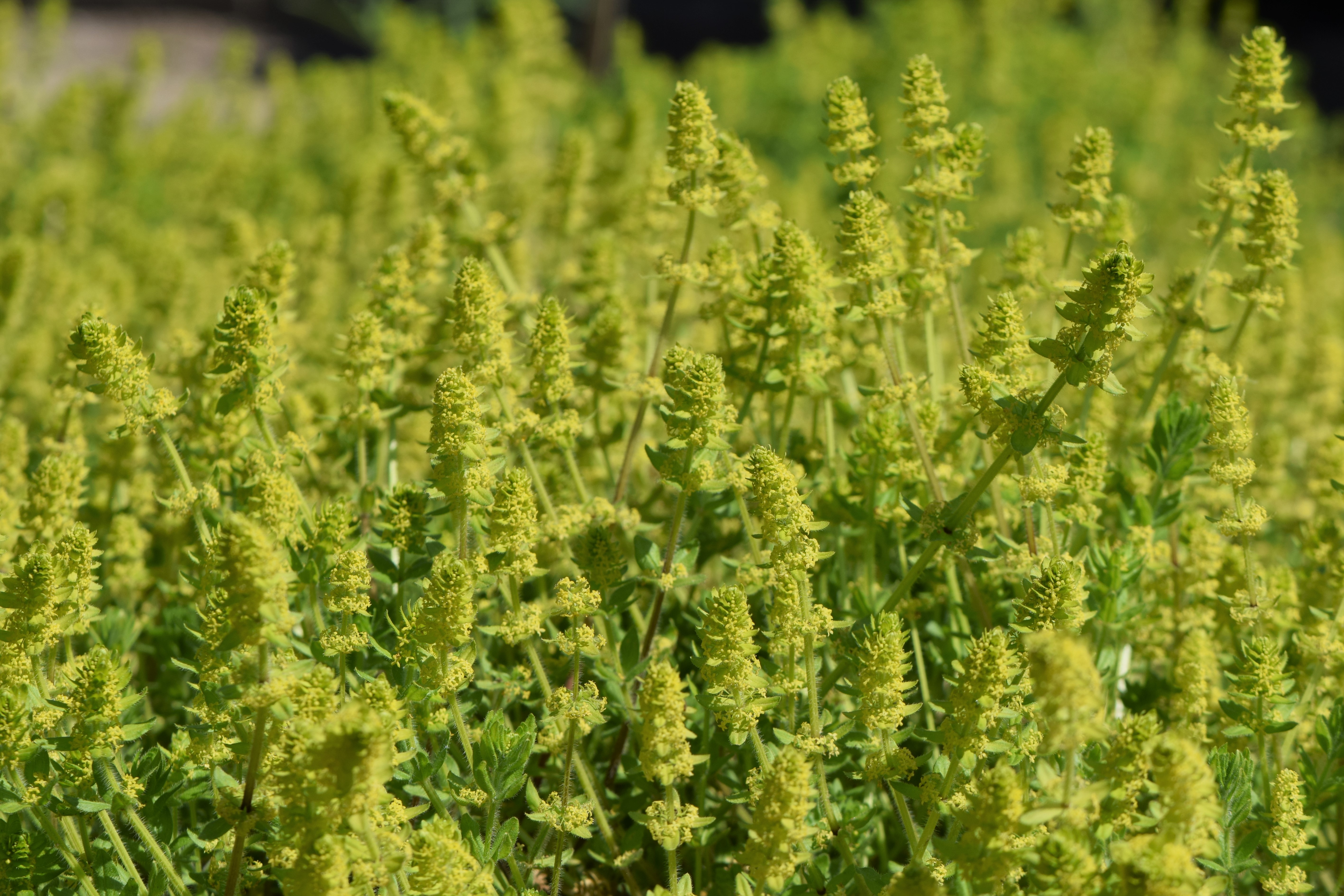
Gaillets croisettes.
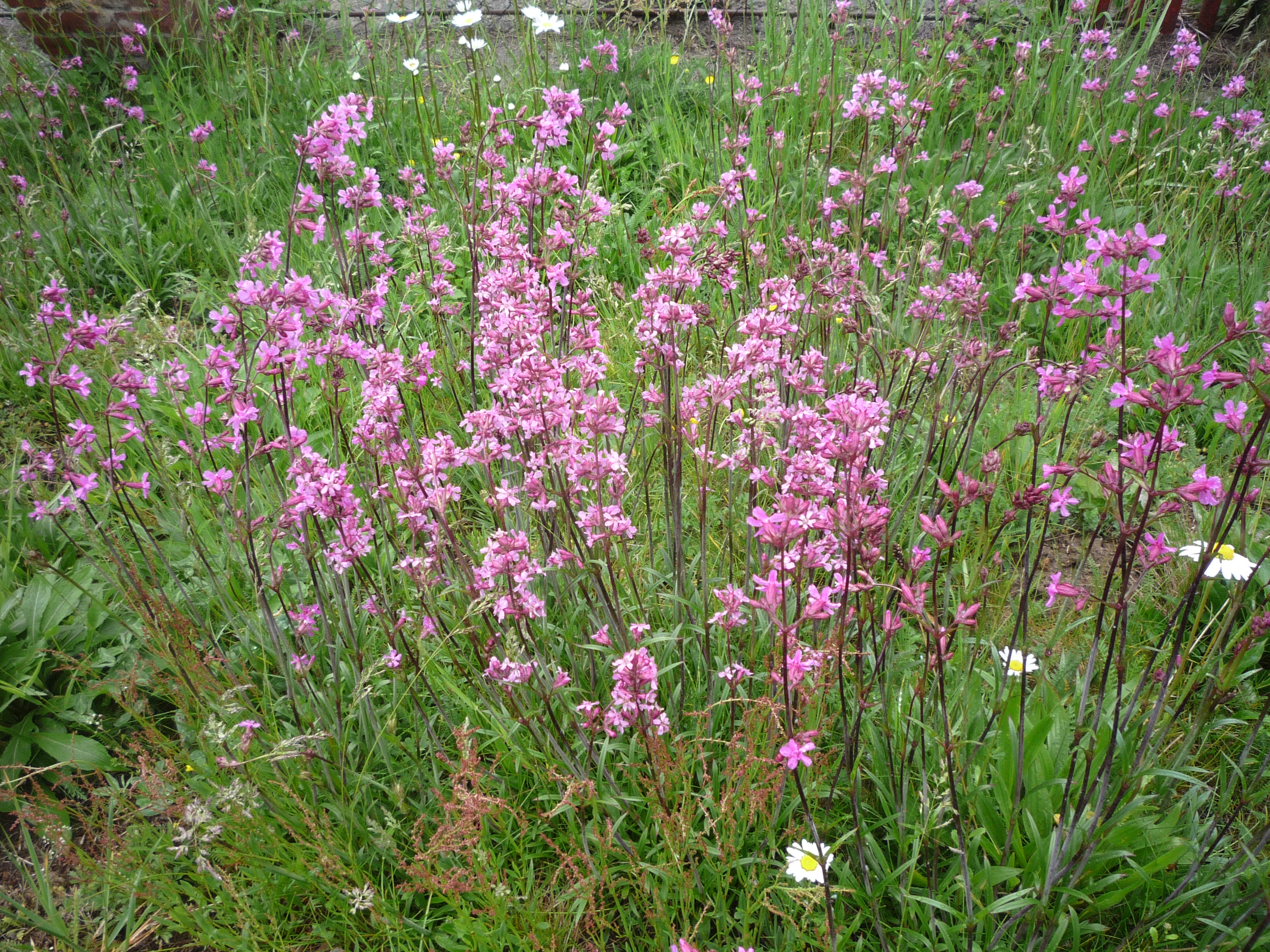
Lychnis fleurs de coucou.
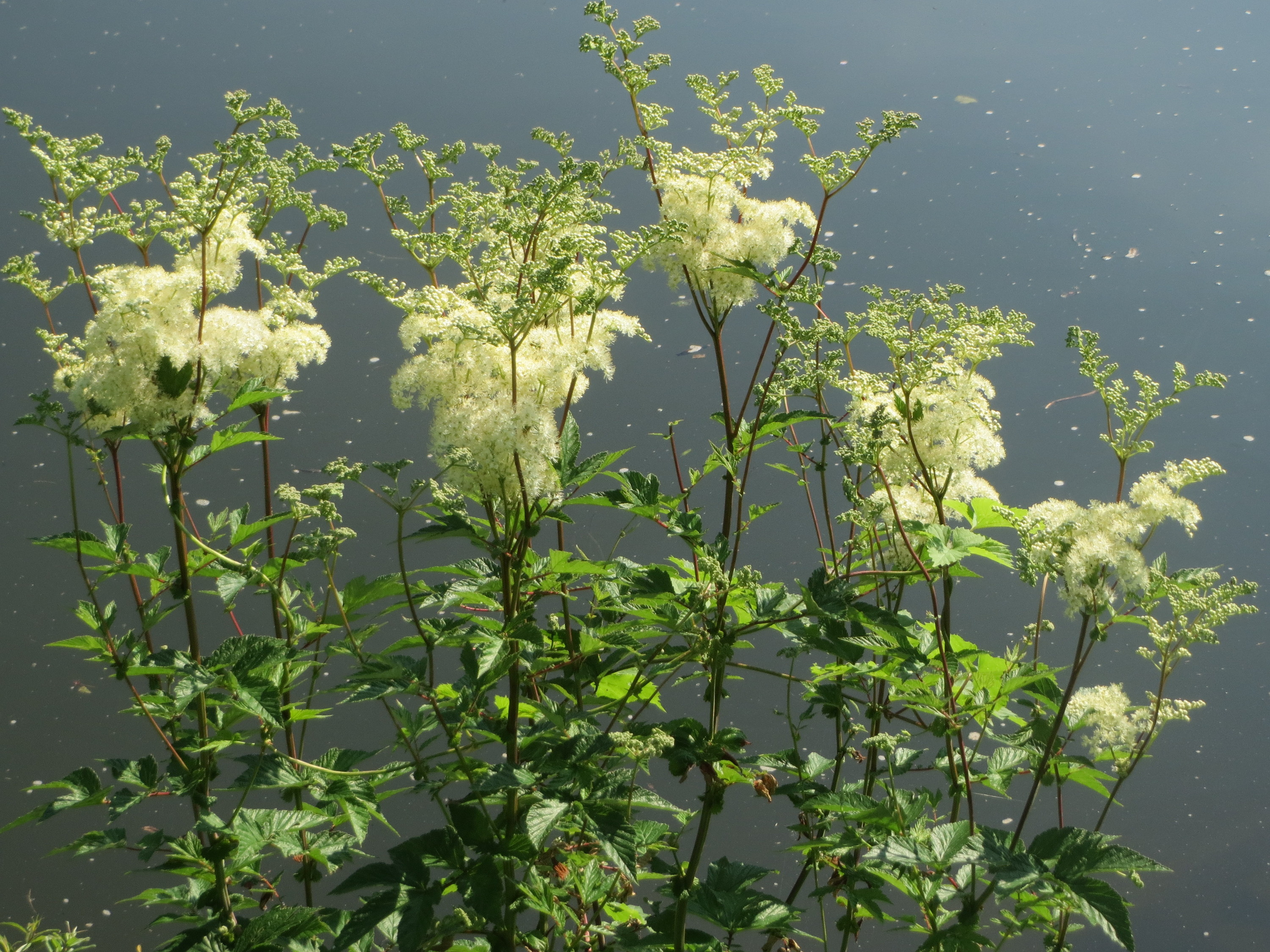
Reines-des-prés.